# Georges Touquet-Daunis
Georges Célestin Daunis, né le 12 mars 1879 et mort le 16 avril 1917, dit Georges Touquet-Daunis, est un athlète français spécialiste des courses de fond et de demi-fond, ayant notamment participé au marathon des Jeux olympiques de 1900.

## Jeunesse
Georges Daunis naît le 12 mars 1879 dans le 18e arrondissement de Paris.

## Carrière sportive
Il est champion de France de cross-country en 1898 puis vice-champion en 1899. Il participe à un cross par équipe avec l'équipe de France contre l'équipe d'Angleterre en mars 1898,.
Il détient parmi les premiers records français sur différentes distances : 5000 mètres (16 min 34,6 s en 1897 puis 16 min 29,2 s en 1899), 10000 mètres (34 min 28,8 s en 1897) et course de l'heure (17,122 km en 1897). Ses records au 5 000 mètres sont par ailleurs des records du monde avant d'être battus en 1900 par Charles Bennett en 15 min 29,8 s, bien que le premier record officiellement homologué par l'IAAF soit celui du Finlandais Hannes Kolehmainen en 14 min 36 s 6 établi en 1912.
Il participe au marathon des Jeux olympiques de 1900, faisant même partie des favoris grâce à ses performances passées. Toutefois, après avoir mené le début de la course, il s'arrête dans un café après 12 kilomètres pour se rafraîchir et annonce après quelques bières qu'il ne repartira pas à cause de la chaleur, l'épreuve se déroulant par une température de 39 °C,,. Il remporte ensuite le marathon amateur Conflans-Paris le 2 septembre 1900 en 2:51:48.
En parallèle de sa carrière sportive amateure, il est dentiste.

## Engagement militaire
À la suite de l'éclatement de la Première Guerre mondiale, il rejoint l'armée française.
Il devient sergent au 267e régiment d'infanterie en casernement à Soissons. Âgé de 38 ans, il meurt pour la France le 16 avril 1917 à Berry-au-Bac, dans l'Aisne. Il fait partie des douze athlètes internationaux olympiques français morts pour la France lors de la Première Guerre mondiale.